# آلخاندرو اورخیس گیبوت
آلخاندرو اورخیس گیبوت (اسپانیایی: Alejandro Urgelles Guibot‎; ۲ ژوئیهٔ ۱۹۵۱ – ۶ اکتبر ۱۹۸۴) بازیکن بسکتبال اهل کوبا بود.